# Советский спорт
Советский спорт — радянська, а з 1991 року російська, щоденна спортивна газета. Заснована 1924 року, наразі видається російським видавничим домом «Комсомольская правда».

## Історія

Анонс фіналу Кубка СРСР з футболу 1936. «Локомотив» (Москва) — «Динамо» (Тбілісі)

Газету було засновано 20 липня 1924 року в Москві під назвою «Красный спорт» (укр. «Червоний спорт»[джерело?]). Вона стала першим спеціалізованим спортивним виданням на теренах Радянського Союзу. Була офіційним органом Державного комітету з фізичної культури і спорту та ВЦРПС.
19 березня 1946 року газета отримала свою сучасну назву. Газета пропонувала щоденний огляд основних спортивних подій у СРСР та світі, висвітлювала діяльність національних та міжнародних спортивних федерацій, публікувала інтерв'ю зі спортсменами, тренерами та спортивними функціонерами, пропагувала здоровий спосіб життя. Видання виступало організатором всесоюзних та міжнародних турнірів з цілої низки видів спорту.
У 1960-х почали видаватися щотижневі додатки до газети «Советский спорт» — «Футбол» (згодом «Футбол-хокей») та «64» (присвячений шахам та шашкам).
1974 року газету було нагороджено Орденом Трудового Червоного Прапора. 1975 року газети видавалася у 3,9 мільйонах екземплярів, а 1988 року її наклад сягнув 5 мільйонів.
З розпадом СРСР газета продовжила своє існування в Росії, залишивши історичну назву. Незважаючи на драматичне скорочення накладів, лишається одним з наймасовіших спортивних видань у Російській Федерації. 1 липня 1991 року група ведучих журналістів видання залишили редакцію, попередньо створивши альтернативне спортивне щоденне видання «Спорт-Экспресс», яке стало головним конкурентом газети «Советский спорт» на ринку спортивних друкованих видань Росії.
З 2006 року «Советский спорт» друкується в кольорі. Газета є засновником низки спортивних трофеїв, зокрема «Футбольний джентльмен року в Росії» та «Харламов Трофі».

## Додатки
- «Советский спорт-Футбол» — видання, присвячене російському та світовому футболу
- Спецвипуски, присвячені визначним спортивним подіям